# Promenons-nous dans les bois... (Doctor Who)
Promenons-nous dans les bois... (In the Forest of the Night) est le dixième épisode de la huitième saison de la deuxième série de la série télévisée britannique de science-fiction Doctor Who, diffusé sur BBC One le 24 octobre 2014.

## Accroche
Un jour, Londres ainsi que toutes les grandes métropoles du monde sont envahies par les arbres.

## Distribution
- Peter Capaldi (VFB : Philippe Résimont) : Le Docteur
- Jenna Coleman (VFB : Marielle Ostrowski) : Clara Oswald
- Samuel Anderson (VFB : Frédéric Nyssen) : Danny Pink
- Abigail Eames (VFB : Mahaut Bodson) : Maebh
- Jayden Harris-Wallace (VFB : Esteban Oertli) : Samson
- Ashley Foster (VFB : Roméo Rotunno) : Bradley
- Harley Bird (VFB : Béatrice Wegnez) : Ruby
- Michelle Gomez (VFB : Jacqueline Ghaye) : Missy
- Siwan Morris (VFB : Éléonore Meeus) : Mère de Maebh
- Harry Dickman : George
- Jenny Hill : Elle-même
- Eloise Barnes : Annabel
- James Weber Brown : Ministre
- Michelle Asante : Voisine
- Curtis Flowers : Responsable des services d'urgence
- Kate Tydman : Journaliste à Paris
- Nana Amoo-Gottfried : Journaliste à Accra
- William Wright-Neblett : Petit garçon
- Voix Système de Navigation (VFB : Ludivine Deworst)

Version française
- Studio : Dubbing Brothers Belgique
- Adaptation - Chantal Bugalski
- Direction artistique - David Macaluso
- Chargée de production - Jennifer Harvey
- Mixage - Marc Lacroix

## Résumé
Clara Oswald et Danny Pink sont en excursion nocturne au musée d'histoire naturelle de Londres avec une classe d'élèves. À leur réveil, la ville entière est enfoncée dans une forêt, tout comme le reste des continents. Le Docteur découvre la situation quand il atterrit au milieu de Trafalgar Square coincée sous les arbres, où le trouve Maebh, une des élèves de Clara. Le Docteur cherche alors à rejoindre Clara et lui téléphone, ce qui fait réaliser à Danny que sa compagne est toujours en contact avec lui. Alors que Clara, Danny et les enfants rejoignent le Docteur, celui-ci suspecte un événement temporel qui aurait permis aux arbres de grandir en une nuit. Cependant, à bord du TARDIS, il trouve les cahiers de Maebh qui a dessiné un soleil en colère et crachant des flammes vers des arbres. Clara explique alors la condition de Maebh : sa sœur aînée a disparu depuis un an, et elle souffre depuis d'hallucinations auditives qu'elle soigne par des médicaments. Mais le Docteur est persuadé que Maebh est liée à l'apparition de la forêt, car elle capte en réalité une fréquence de signal lui permettant d'entendre des communications. Mais Maebh a disparu ; Danny garde les enfants tandis que le Docteur et Clara partent à sa recherche.
Dans sa fuite, Maebh a semé des objets personnels afin qu'elle puisse être retrouvée. Dans la poursuite, le Docteur et Clara voient une équipe du gouvernement essayant d'incendier les arbres mais ceux-ci se montrent capables de brûler l'oxygène sans prendre feu. Au fur et à mesure, le Docteur décrypte le dessin de Maebh : elle a vu une tempête solaire à venir, semblable à celle qui a détruit la Banque de Karabraxos (dans l'épisode Braquage temporel) et que la nature semble avoir pu prévoir. Reste pour lui à comprendre comment Maebh a pu le savoir et lui non.
En chemin au milieu des arbres, le Docteur et Clara doivent échapper aux animaux du zoo de Londres qui se sont libérés de leurs cages ; Danny leur sauve la mise. Finalement, les rêves et le comportement de Maebh prennent sens quand le Docteur la retrouve devant un nid de créatures semblables à des lucioles, qui expliquent être présentes sur Terre depuis toujours et qui protègent la planète grâce aux arbres. Elles ont communiqué avec Maebh, plus sensible depuis la disparition de sa sœur, afin de tenter de faire comprendre leurs actions. Le Docteur comprend donc que la tempête solaire est un grave danger pour la planète mais qu'il ne pourra pas sauver tout le monde. Clara pense à sauver les enfants au sein du TARDIS mais Danny refuse et Clara choisit de le suivre, préférant ne pas être la dernière de son espèce.
Le Docteur retourne donc seul à bord du TARDIS et observe la tempête quand il comprend que les arbres sont là pour sauver la planète, comme lors des événements de la Toungouska et de la rivière Curuçá, en permettant aux flammes de détruire les arbres sans toucher le sol. Cependant, Danny a appris que le gouvernement prévoit d'utiliser un agent désherbant contre les arbres, ce qui empêcherait ces derniers d'agir. La classe écrit alors un message que Maebh lit et transmet en ligne au monde. Le Docteur propose alors au groupe d'observer la tempête de loin mais tous préfèrent rentrer chez eux retrouver leurs parents, seule Clara reste. Missy observe les événements, ce qui constitue pour elle une « surprise ». Plus tard, sur Terre, le Docteur et Clara voient les arbres se consumer. Le Docteur pense alors à l'avenir, que l'humanité oubliera les détails de cette histoire et en fera une légende de plus. Maebh retrouve plus loin sa mère, mais également sa sœur disparue.

### Continuité
- Lorsqu'il répond à Clara concernant sa responsabilité vis-à-vis de la Terre, le Docteur reprend mot à mot les reproches que Clara lui avait fait dans La Première Femme sur la Lune : « C'est mon monde aussi, je parcours votre Terre, je respire votre air ».